# Nina Eisenhardt

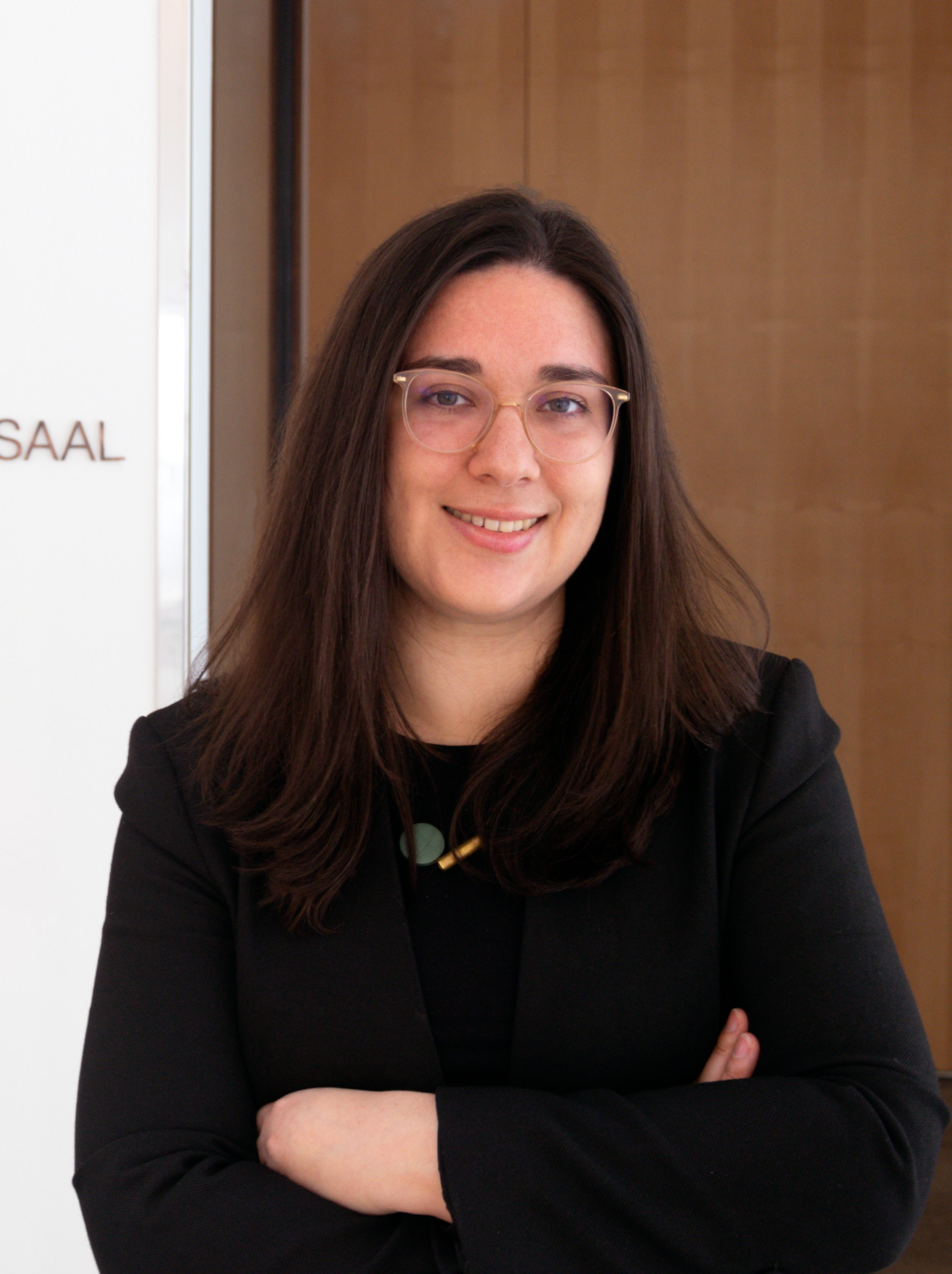
Eisenhardt, 2022

Nina Eisenhardt (* 28. Mai 1990 in Sindelfingen) ist eine deutsche Politikerin von Bündnis 90/Die Grünen. Sie ist seit 2019 Abgeordnete des Hessischen Landtages.

## Leben
Nina Eisenhardt studierte von 2010 bis 2014 zunächst Politikwissenschaft mit Bachelor an der Technischen Universität Darmstadt und von 2014 bis 2017 Internationale Studien: Friedens- und Konfliktforschung mit Masterabschluss an der Goethe-Universität Frankfurt. Sie engagierte sich in zahlreichen hochschulpolitischen Gremien. Von 2015 bis 2018 war sie Landesgeschäftsführerin der Grünen Jugend Hessen.
Eisenhardt gehörte der Grünen Jugend von 2008 bis zu ihrem altersbedingten Ausscheiden, 2018 aus dem Bundesverband und 2020 aus dem Landesverband, an. Von 2009 bis 2010 war sie für ihre Partei Mitglied des Stadtrats in Renningen. Bei der Bundestagswahl 2017 trat sie im Wahlkreis Groß-Gerau als Direktkandidatin an. Bei der Landtagswahl in Hessen 2018 trat sie ebenfalls als Direktkandidatin im Wahlkreis Groß-Gerau II an, wurde aber über die Landesliste der Grünen in den Hessischen Landtag gewählt. Bei der Landtagswahl 2023 zog sie erneut über die Liste in den Landtag ein. Im Landtag ist sie Mitglied des Ausschusses für Digitales und Datenschutz sowie des Ausschusses für Wissenschaft und Kunst.